# Евгени Кузманов
Евгени Георгиев Кузманов е български художник и писател, професор в Югозападния университет в Благоевград.

## Биография
Роден е на 13 май 1941 г. в Радомир. Завършва скулптура във Висшия институт за изобразителни изкуства „Николай Павлович“ в София.
Преподавател по скулптура в Катедрата по изобразително изкуство в ЮЗУ „Неофит Рилски“ в Благоевград.
Автор на 11 книги – романи, повести, разкази. Носител е на наградата „Гравитон“ за 1996 година и на голямата награда от Третия национален конкурс „Развитие“ за 2000 година за романа „Виявици и фучавини“, в който героите са радомирци.
Негови пластични творби и рисунки са притежание на Националната художествена галерия в София, Софийската градска художествена галерия и частни колекции във Франция, Холандия, Белгия, Германия, Русия.